# Funció gamma incompleta

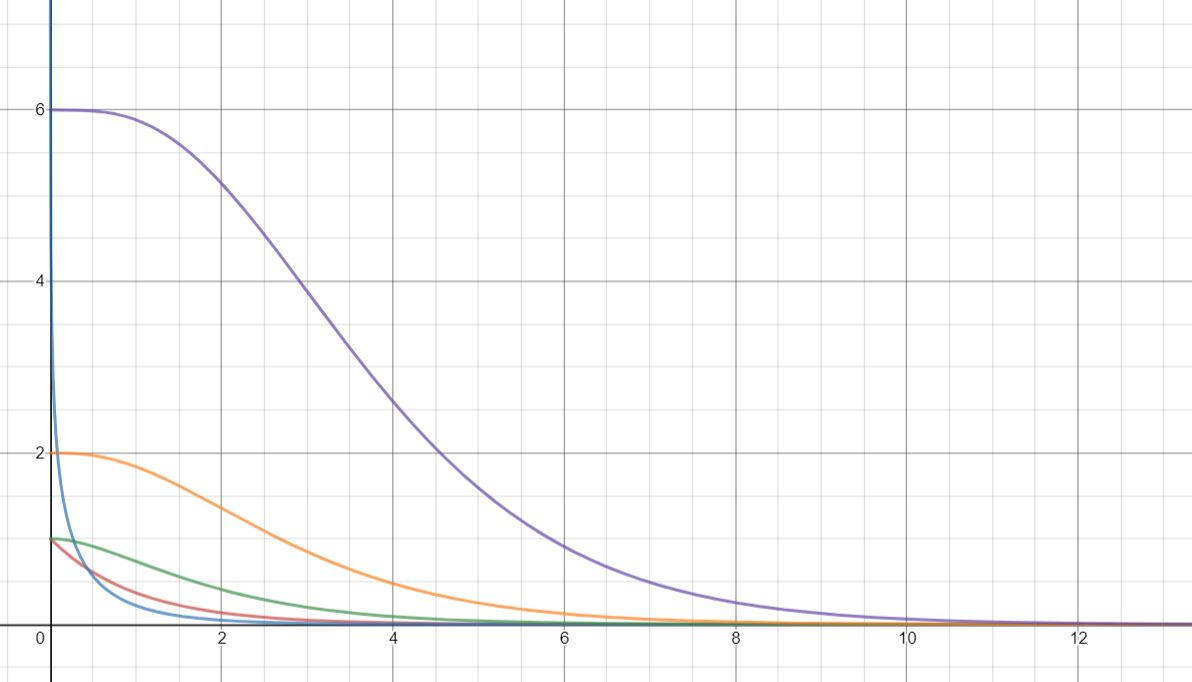
La funció gamma incompleta superior per alguns valors del paràmetre. En blau per, en vermell per, en verd per, en taronja per i en lila per.

En matemàtiques, es coneixen com a funcions gamma incompletes a dues generalitzacions de la funció gamma (també anomenada funció gamma completa) que prenen com a argument dues variables en comptes d'una. Aquestes generalitzacions es coneixen com a funció gamma incompleta superior (o, simplement, funció gamma incompleta) i funció gamma incompleta inferior.

## Definició formal
La funció gamma incompleta superior ve donada per
{\displaystyle \Gamma (a,x)=\int _{x}^{\infty }t^{a-1}e^{-t}\,dt}
mentre que la funció gamma incompleta inferior ve donada per
{\displaystyle \gamma (a,x)=\int _{0}^{x}t^{a-1}e^{-t}\,dt}.
D'aquesta manera es té una còmoda relació amb la funció gamma completa, doncs {\displaystyle \Gamma (a)=\Gamma (a,x)+\gamma (a,x)} i, també, {\displaystyle \Gamma (a)=\Gamma (a,0)\,}.

## Expressions equivalents
Per {\displaystyle a=n\in \mathbb {N} } es té
{\displaystyle \Gamma (n,x)=(n-1)!\,e^{-x}\,\sum _{k=0}^{n-1}{\frac {x^{k}}{k!}}}
i, per {\displaystyle a=0},
{\displaystyle \Gamma (0,x)={\cfrac {e^{-x}}{x+1-{\cfrac {1}{x+3-{\cfrac {4}{x+5-{\cfrac {9}{x+7-\cdots }}}}}}}}\,}.

## Funcions de distribució
Diverses funcions de distribució són fàcilment expressables en termes de funcions gamma incompletes. Per exemple, la funció de distribució de la khi quadrat de Pearson pot expressar-se com
{\displaystyle F_{k}(x)={\frac {\gamma (k/2,x/2)}{\Gamma (k/2,0)}}},
mentre que la funció de distribució de la distribució de Poisson es pot expressar com
{\displaystyle {\frac {\Gamma (\lfloor k+1\rfloor ,\lambda )}{\lfloor k\rfloor !}}\qquad {\text{per }}k\geq 0\,}.